# جت‌کلاب
جت‌کلاب (به انگلیسی: Jetclub) یک شرکت هواپیمایی است. دفتر مرکزی جت‌کلاب در مکزیکو سیتی، مکزیک واقع شده‌است.